# Burgstall Streichenburg
Der Burgstall Streichenburg, auch Burg Streichen genannt, ist eine abgegangene Gipfelburg auf einer 800 m ü. NHN hohen Felskuppe des „Schlossbergs“ etwa 200 Meter östlich  der Kirche St. Servatius von Streichen, einem Ortsteil der Gemeinde Schleching im Landkreis Traunstein in Bayern. Die Anlage wird als Bodendenkmal unter der Aktennummer D-1-8240-0029 im Bayernatlas als „Burgstall des hohen und späten Mittelalters ("Streichenburg")“ geführt. 

## Geschichte
Die Burg, vermutlich eine Vorbefestigung der Burg Marquartstein, wurde  1160 erwähnt und war im Besitz von Hartwig von Streichen. Die Ritter von Streichen traten mehrmals in den Jahren 1160/84 als Siegelzeugen in Erscheinung. 1184 wurde „Hartwicus de Strichen“ im Kloster Raitenhaslach bei Burghausen begraben, sein jüngerer Bruder Chuno verlor sein Leben beim dritten Kreuzzug mit Kaiser Friedrich Barbarossa „auf dem Weg zum Heiligen Grab“.

## Beschreibung
Von der ehemaligen Burganlage sind keine sichtbaren Reste erhalten. 